# الإسلام في ساخا

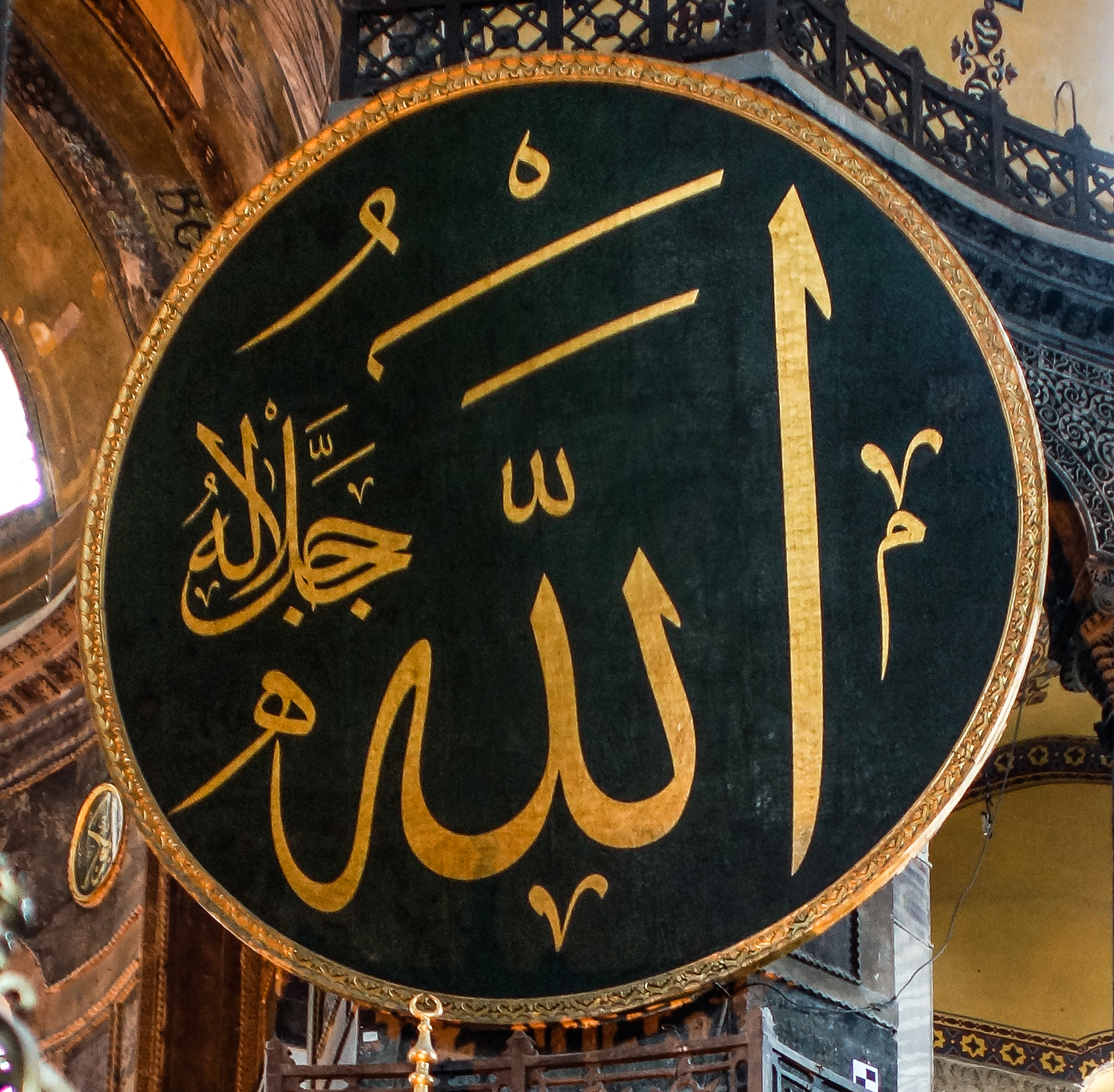

حسب بحث اجتماعي؛ عام 2002، نسب الإسلام في جمهورية ساخا 1.9 بالمئة لعدد أتباع الأديان، لكن تلك النسبة انخفضت بسبع أعشار—1.2 بالمئة في سنة 2006. بثنية الأرثوذكس، كان الحال هو نفسه بالنسبة لنسب الأتباع البوذيين، الكاثوليك والبروتستانت الألى انخفضت نسبهم بقيم متفاوتة.
في الماضي، كان أغلب المسلمين في ساخا من باشقير وتتر يمثلون مجمل الساكنة المسلمة في تلك المنطقة. ففي عام 1913 بساخا، أقيم مسجدان ومدرستان تتريتان-روسيتان دينيتان، في كل من ياكوتسك وأولومنسك
بعد بيريسترويكا، دخلت المنظمتان الإسلاميتان الأوليان إلى ساخا، في عامي 1994 و1996، وكانت لكل منهما، مدينتا نريونغري وياكوتسك مقرا رسميا.